# Cophixalus verecundus
Cophixalus verecundus s una especie de anfibio anuro del género Cophixalus de la familia Microhylidae.

## Distribución geográfica
Solo ha sido citada en Myola Guest House, 7 km al sur y 6 km al oeste de Mount Bellamy, en la isla de Nueva Guinea, a 2080 m s. n. m. Probablemente su área de distribución real sea más extensa.